# Prescott Valley
Prescott Valley est une ville située dans le comté de Yavapai dans l'État de l'Arizona aux États-Unis. Selon le Bureau du recensement en 2006, la population y est de 36 122 habitants.

## Démographie
| 1970 | 1980  | 1990  | 2000   | 2010   | - |
| ---- | ----- | ----- | ------ | ------ | - |
| 244  | 2 284 | 8 904 | 23 535 | 38 822 | - |

## Annexe